# Distretto di Csenger
Il distretto di Csenger (in ungherese Csengeri járás) è un distretto dell'Ungheria, situato nella provincia di Szabolcs-Szatmár-Bereg.